# Effet Pockels
 (août 2024).
Si vous disposez d'ouvrages ou d'articles de référence ou si vous connaissez des sites web de qualité traitant du thème abordé ici, merci de compléter l'article en donnant les références utiles à sa vérifiabilité et en les liant à la section « Notes et références ».

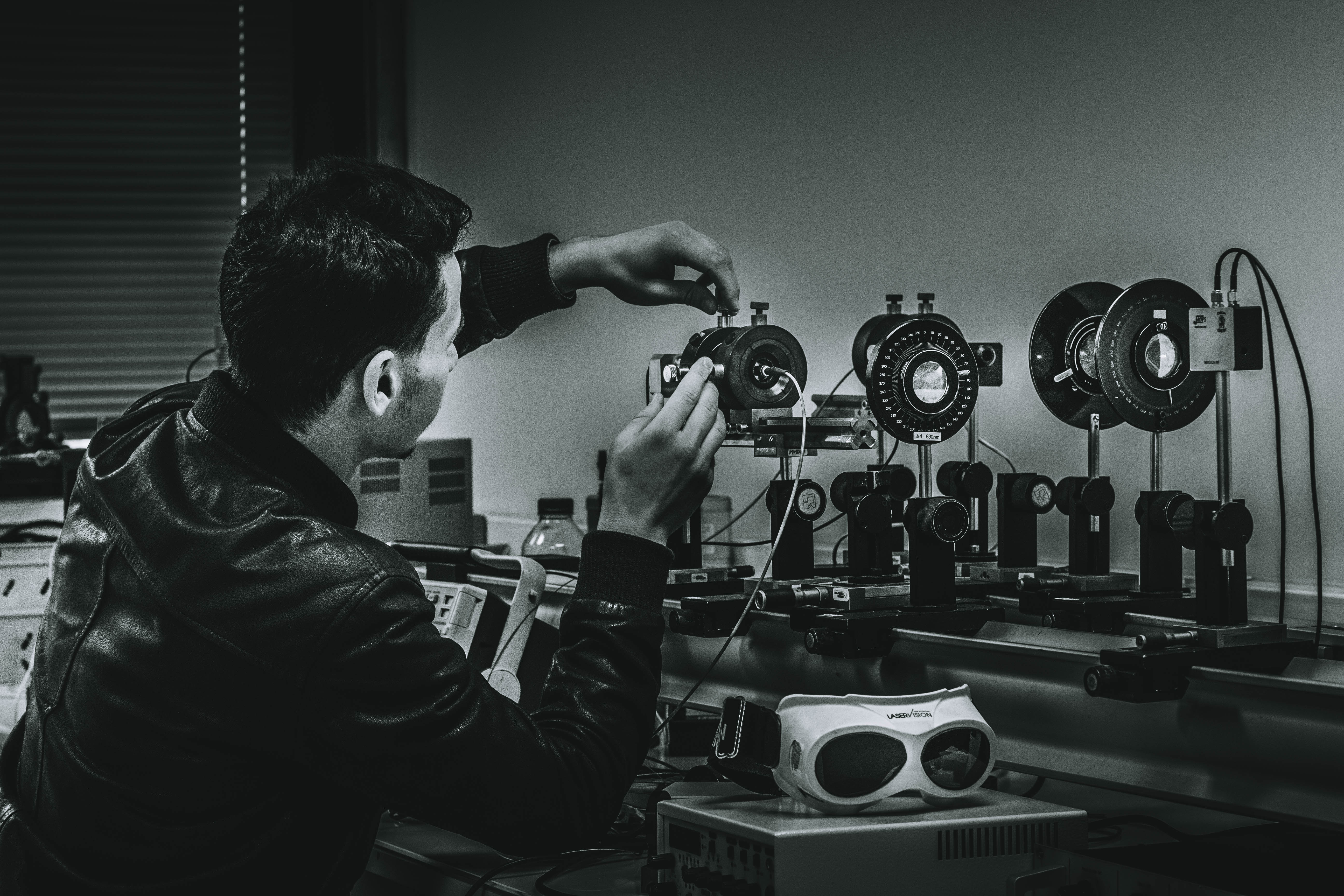
Travail d'une durée de cinq semaines sur un projet expérimental basé sur l’effet Pockels qui est un effet électro-optique permettant la modulation optique grâce au phénomène physique de biréfringence présent au sein de certains matériaux et permet la modulation externe de l’intensité, phase ou la polarisation d’une onde lumineuse. En effet, il s'agit de l'apparition d'une biréfringence dans un milieu créée par un champ électrique statique ou variable. Cette dernière est proportionnelle au champ électrique. Cet effet a des applications directes dans la vie quotidienne, notamment dans la transmission d’information par fibres optiques.

L'effet Pockels est l'apparition d'une biréfringence dans un milieu créée par un champ électrique statique ou variable. La biréfringence qui apparaît est proportionnelle au champ électrique, contrairement à l'effet Kerr où elle est proportionnelle au carré du champ. L'effet Pockels apparaît uniquement dans les cristaux sans symétrie par rapport à un axe, comme le niobate de lithium ou l'arséniure de gallium.
Friedrich Carl Alwin Pockels étudia cet effet, qui porte maintenant son nom, en 1893.

## La cellule de Pockels
L'effet Pockels est utilisé pour faire des cellules de Pockels. Ce sont des lames à retard contrôlées grâce au champ électrique appliqué au cristal.
Ce contrôle permet de réaliser une modulation de l'intensité lumineuse traversant la cellule avec un temps caractéristique de l'ordre de la nanoseconde.
Ces cellules de Pockels, à cause de leur constante diélectrique élevée, se comportent comme un condensateur.

## Applications de l'effet Pockels
Les cellules de Pockels ont une application actuelle et peut-être une application future :
- Le retour de la lumière dans une cavité laser peut être éliminé en utilisant un prisme polarisant. Cela permet d'obtenir une impulsion laser très brève et très intense.
- Une cellule de Pockels a aussi des applications en cryptographie quantique.